# Paracoptops
Paracoptops is een kevergeslacht uit de familie van de boktorren (Cerambycidae). De wetenschappelijke naam van het geslacht werd voor het eerst geldig gepubliceerd in 1926 door Aurivillius.

## Soorten
Paracoptops omvat de volgende soorten:
- Paracoptops basalis (Pascoe, 1865)
- Paracoptops caledonica Breuning, 1942
- Paracoptops djampeanus Breuning, 1960
- Paracoptops isabellae Gilmour, 1947
- Paracoptops papuana Breuning, 1939
- Paracoptops toxopoei Aurivillius, 1926
- Paracoptops unicolor Breuning, 1959